# Rognac
Rognac – miejscowość i gmina we Francji, w regionie Prowansja-Alpy-Lazurowe Wybrzeże, w departamencie Delta Rodanu.
Według danych na rok 1990 gminę zamieszkiwało 11 099 osób, a gęstość zaludnienia wynosiła 636 osób/km² (wśród 963 gmin regionu Prowansja-Alpy-W. Lazurowe Rognac plasuje się na 60. miejscu pod względem liczby ludności, natomiast pod względem powierzchni na miejscu 551.).